# NGC 6963
NGC 6963 is een dubbelster in het sterrenbeeld Waterman. Het hemelobject werd op 12 augustus 1885 ontdekt door de Franse astronoom Guillaume Bigourdan.